# Lavabo (Ritus)

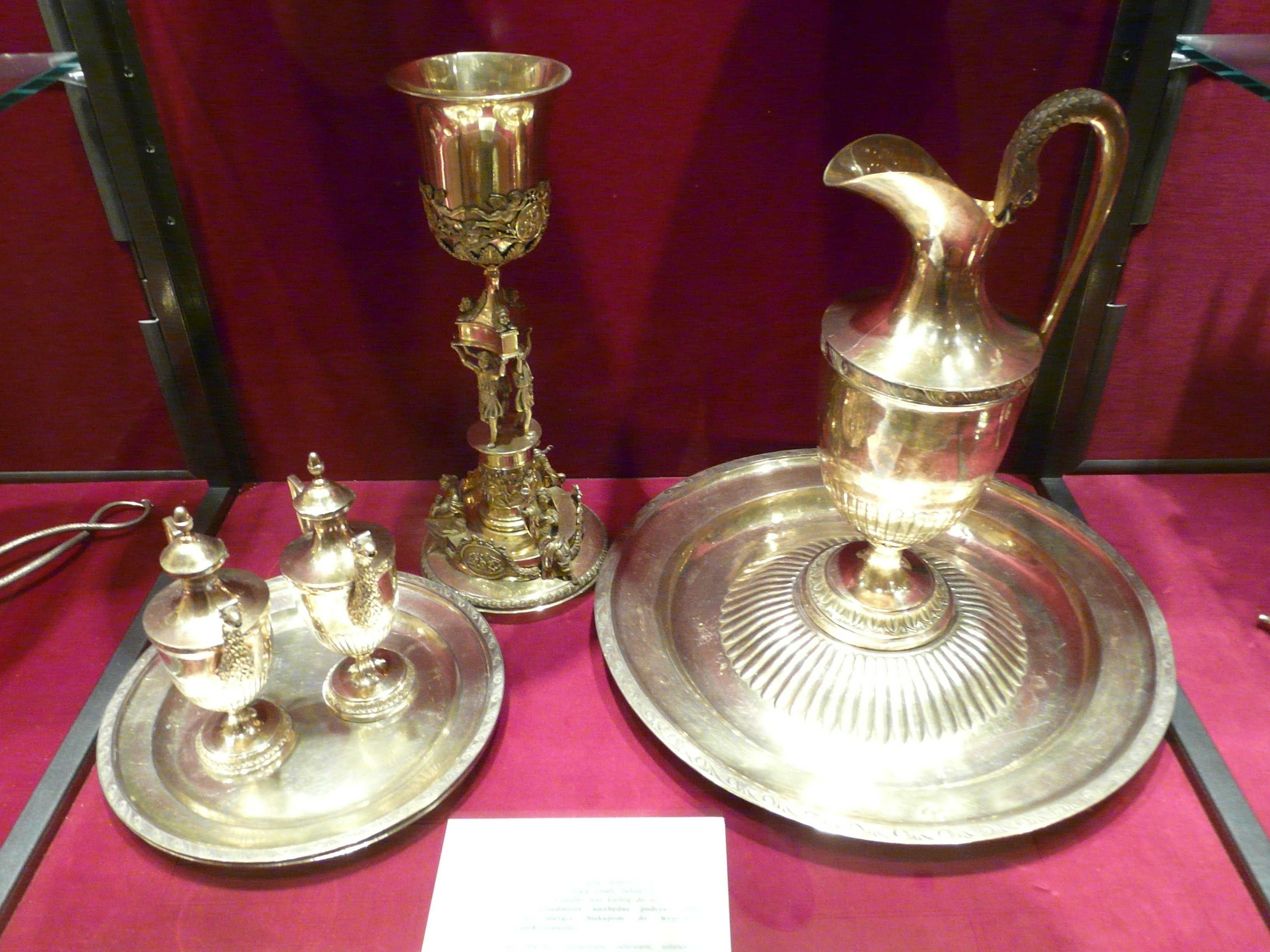
Lavabotablett und Wasserkanne zur Durchführung des Lavabos (rechts)

Lavabo (von lateinisch lavare, „waschen“) bezeichnet den Ritus der symbolischen Händewaschung eines Priesters in der heiligen Messe. Ein Ministrant gießt bei diesem Ritus etwas Wasser über die Finger des Zelebranten und fängt dieses mit dem Lavabotablett oder -becken auf. Ein zweiter Ministrant reicht ihm das Lavabotuch zum Abtrocknen der Hände.
Die Bezeichnung Lavabo stammt von dem ersten Wort des lateinischen Gebets, das der Priester bei der Händewaschung in der vorkonziliaren Form des römischen Ritus sprach: Lavabo inter innocentes manus meas… („In Unschuld will ich meine Hände waschen“, Ps 26,5–12 ). In der heutigen Liturgie betet der Priester: Lava me, Domine, ab iniquitate mea et a peccato meo munda me („Herr, wasch ab meine Schuld, von meinen Sünden mach mich rein“, Ps 51,4 .)

## Alte Kirche
Bereits in vorchristlicher Zeit waren Reinigungsrituale bei den Religionen der Antike üblich, insbesondere weniger aufwendige Formen wie die Händewaschung und die Besprengung oder Bezeichnung mit Wasser konnten sich etablieren. Im Judentum gab es neben einer symbolischen Händewaschung im Rahmen eines Krisenrituals bei einem Mordfall (Dtn 21,1–7 ) und der Handwaschung beim Mahl auch vorgeschriebene Handwaschungen für die Priester beim Dienst am Zeltheiligtum (vgl. Ex 30,19–21 , Ex 40,31 f.  und Ps 26,6 ).
Der erste Beleg für die Händewaschung des Priesters in der Liturgie der Kirche findet sich in den Mystagogischen Katechesen des Kyrill von Jerusalem. Demnach wusch der Diakon dem Bischof und den konzelebrierenden Priestern am Altar die Hände, durch die Zitation von Ps 26,6  wird die Praxis als Anschluss an die Händewaschung der jüdischen Priester gedeutet. Die gleiche Praxis lässt sich auch in den nur wenig jüngeren Apostolischen Konstitutionen nachweisen.

## Byzantinischer Ritus

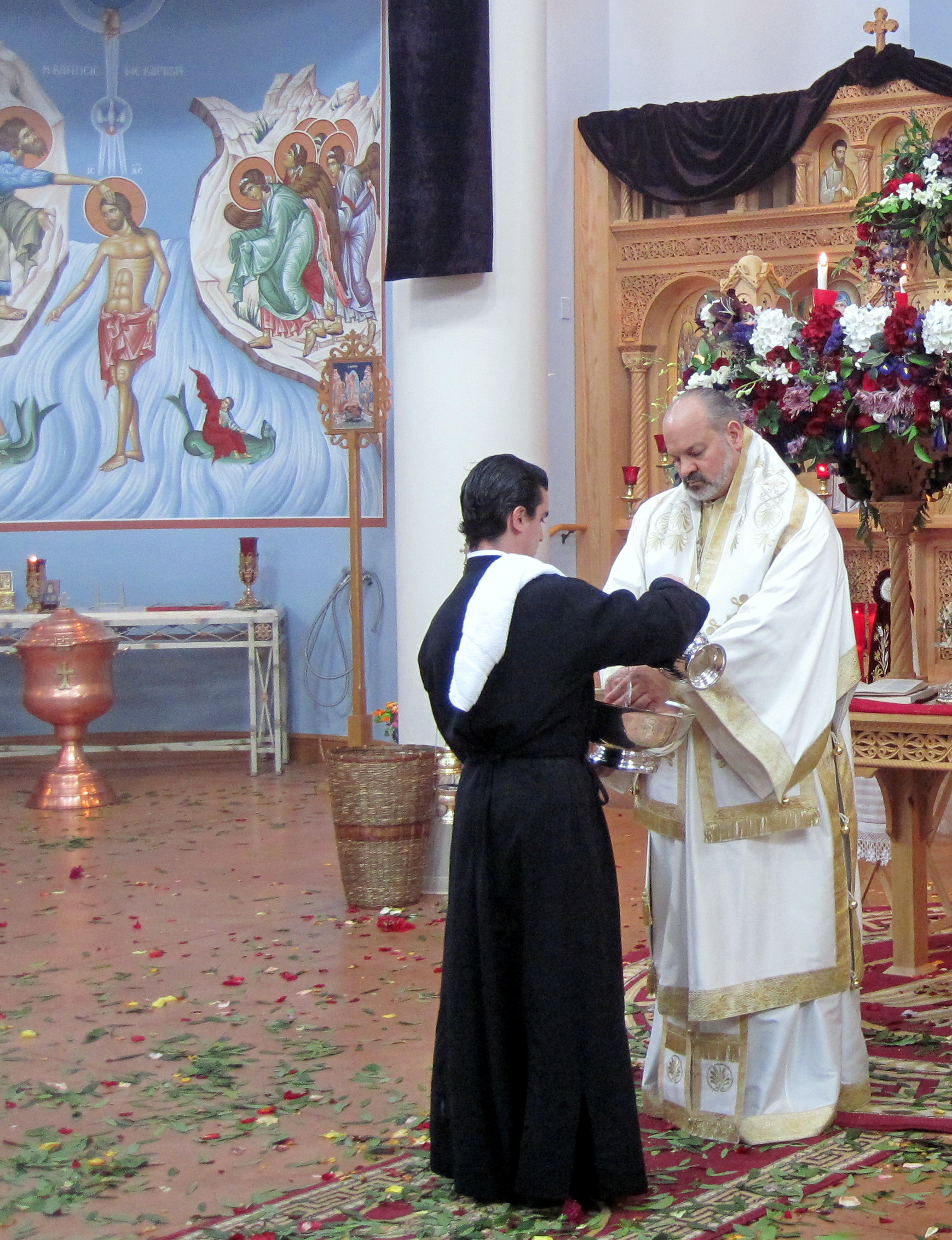
Händewaschung in einer byzantinischen Bischofsmesse

Im byzantinischen Ritus lässt sich eine Händewaschung in den frühesten Quellen zwar nicht nachweisen; sie wird aber unzweifelhaft stattgefunden haben. Erst ab dem 10. Jahrhundert lässt sich ein Lavabo parallel zur Übertragung der Gaben in der Göttlichen Liturgie nachweisen. Da mit der zunehmenden Wertschätzung der Gaben die Teilnahme des Priesters an der Übertragung derselben erforderlich war, konnte das Lavabo aus praktischen Gründen erst nach der Gabenübertragung stattfinden.
Diesen Platz hat das Lavabo im byzantinischen Ritus aber nur noch in der Pontifikalliturgie. In der Feier der Liturgie, der ein Priester vorsteht, wurde die Gabenbereitung an den Anfang der Liturgie gesetzt und feierlicher ausgestaltet. Somit wird die Händewaschung des Zelebranten nun auch direkt zu Beginn der Liturgie vorgenommen. Der Zelebrant spricht während der Handwaschung Ps 26,6–12 .

## Koptischer Ritus
Die Quellenlage zur Entstehungsgeschichte des Koptischen Ritus ist leider zu lückenhaft, um ermitteln zu können, wann ein Handwaschungsritus Teil der Liturgie wurde und wo dieser seinen ursprünglichen Platz hatte. Seit der Liturgiereform von 1411 jedoch findet ein solcher nach dem Vorbereitungsgebet vor der Auswahl von Brot und Wein und der Gabenprozession zu Beginn der Liturgie statt. Dabei wäscht sich der Priester dreimal die Hände und zitiert dazu Ps 51,9 , Ps 51,10  und Ps 26,6–7 .

## Lateinischer Ritus

### Heilige Messe

#### Vortridentinische Riten
In den Formularen verschiedener vortridentinischer Riten werden Händewaschungen vor dem Anlegen der Gewänder, beim Betreten des Altarraums, vor dem Kanongebet und auch unmittelbar vor dem Einsetzungsbericht bezeugt. Die heute erhaltene Händewaschung nach dem Opfergang ist eine verhältnismäßig junge Entwicklung, die die Händewaschung beim Betreten des Altarraums ersetzte. Im Hintergrund steht die im Zuge des Verlusts des platonisch geprägten Eucharistieverständnisses stark gewachsene Ehrfurcht vor den eucharistischen Gaben. So bezeugen verschiedene Quellen des Mittelalters die Auffassung, dass der Priester die Hände wäscht, um sie von der Berührung weltlicher Dinge zu reinigen und auf die Berührung des Heiligen vorzubereiten.

#### Tridentinischer Ritus
Im Westen gab es Handwaschungsriten vor dem Anlegen der Gewänder, vor dem Kanon und vor der Wandlung, von denen sich bereits deutlich vor dem Konzil von Trient die Händewaschung zu Beginn der Opfermesse hat durchsetzen können. Die Handwaschung fand dabei nach der Gabenbereitung und der Altarinzens statt, ursprünglich, um die Hände von den Verschmutzungen durch die Inzens zu reinigen, später jedoch als Ausdruck vollkommener sittlicher Reinheit. Die Handwaschung wurde durch die Zitation von Ps 26,6–12  begleitet.
Im Ritus der tridentinischen Messe war zwar in Stillmessen keine Altarinzens vorgesehen, die Händewaschung zu Beginn der Opfermesse hat sich aber dennoch erhalten können, ebenso die Zitation von Ps 26,6–12  als Begleitformel.

#### Außerrömische lateinische Riten
Im mozarabischen Ritus ist eine stille Händewaschung nach der Altarinzens vorgesehen.
Der ambrosianische Ritus sah die Händewaschung zunächst als stille Händewaschung direkt vor dem Qui pridie vor. Im Zuge der nachkonziliaren Reform des Ritus wurde die Händewaschung vorverlegt und findet nun nach der Inzens statt, gleichzeitig wird sie als Ritus jedoch freigestellt, ist also nicht mehr verpflichtend vorzunehmen.

#### Aktuelle Form des römischen Ritus
Im Zuge der vom Zweiten Vatikanischen Konzil verabschiedeten Liturgiekonstitution Sacrosanctum Concilium wurde das Consilium zur Ausführung der Liturgiekonstitution einberufen und mit der Reform der Liturgie beauftragt. Hier wurden auch neue Formen der Händewaschung diskutiert: Im Schema Nr. 44 (22. Oktober 1964) wurde die Begleitformel durch ein Zitat aus Ez 36,25  ersetzt, drei Jahre später wurde im Schema Nr. 258 (21. November 1967) festgelegt, dass die Händewaschung ohne Begleitgebet zu vollziehen sei, bevor in Schema Nr. 266 (21. Dezember 1967) als begleitendes Gebet Ps 51,12  vorgeschrieben wurde, die mit dem Schema Nr. 271 (10. Februar 1968) um Ps 51,4  als alternatives Gebet erweitert wurde, bevor letztere im Schema Nr. 293 (24. Mai 1968) als endgültige und alleinige Gebet zur Händewaschung festgehalten wurde.
In der heiligen Messe ist die Händewaschung nun nach der Gabenbereitung vorgesehen. Hierbei spricht der Zelebrant leise Ps 51,4 . In der Institutio Generalis Missalis Romani (IGMR, dt. Grundordnung des Römischen Messbuchs, GORM) wird die Händewaschung als Ausdruck des Verlangens nach innerer Reinigung bezeichnet. Es handelt sich  hierbei um ein Gebet, das der Priester spricht, um seinen Dienst mit größerer Sammlung und Andacht zu vollziehen.

### Andere liturgische Anlässe
Die Waschung der Hände des Zelebranten ist Bestandteil der Liturgie bei folgenden Anlässen:
- nach Salbungen, etwa bei der Spendung der Firmung, der Krankensalbung, des Weihesakraments, bei Kirch- und Altarweihe,
- nach der Spendung des Aschenkreuzes am Aschermittwoch,
- nach der Fußwaschung am Gründonnerstag.[17]

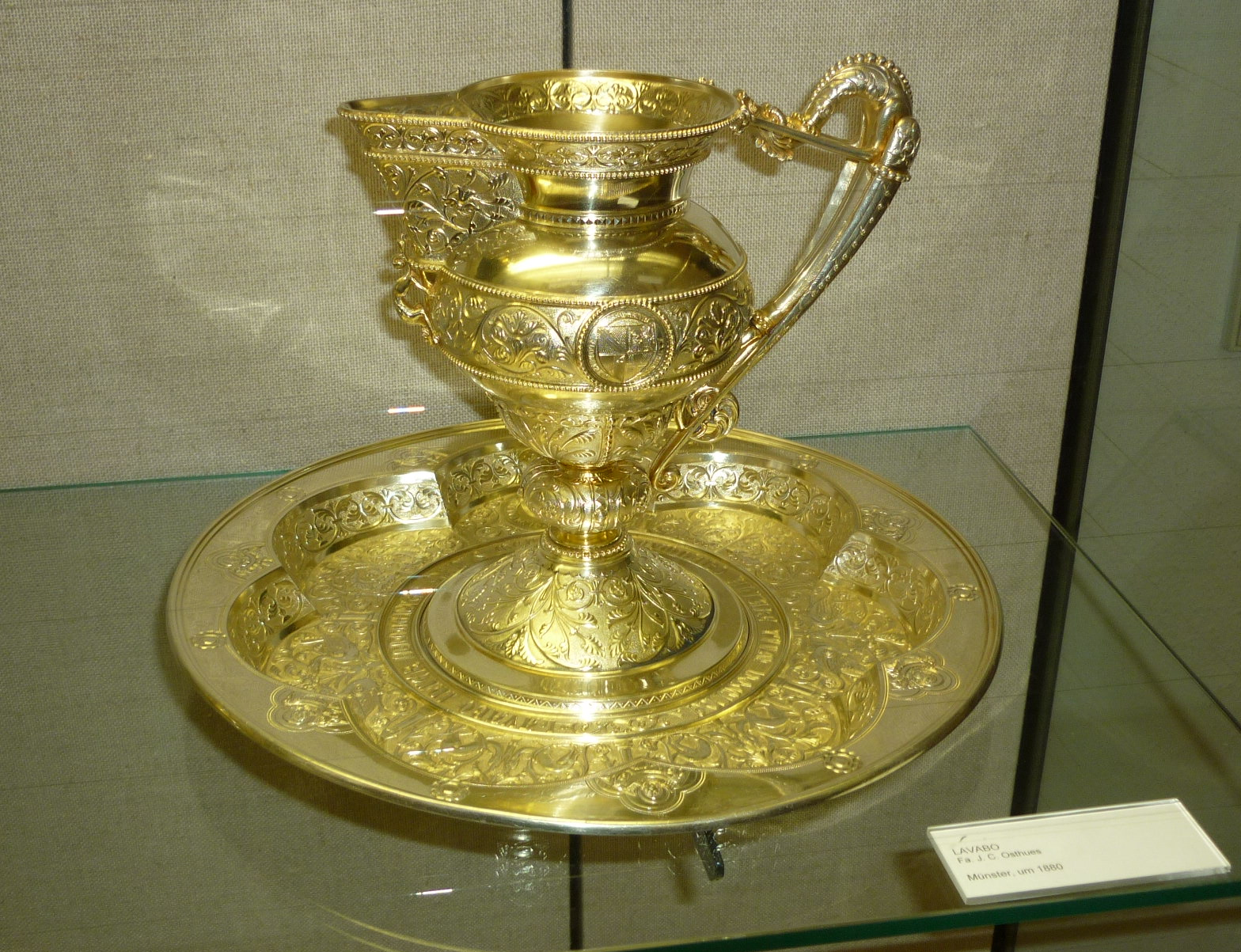
Lavabogarnitur für die bischöfliche Liturgie (Trier, 1880)

### Lavabogarnitur, Piscina
Für Gottesdienste des Bischofs ist im Caeremoniale Episcoporum eine besondere Kanne mit Schüssel vorgesehen, für die es vor dem Zweiten Vatikanischen Konzil auch besondere Gestaltungsvorschriften gab.
In der heiligen Messe kommen Kännchen aus Metall oder Glas zum Einsatz, aus denen Wasser über die Hände des Zelebranten oder des Diakons gegossen und mit einem dazu passenden Tablett aufgefangen wird.
In mittelalterlichen Kirchen ist oft auch eine Nische mit Becken und Wasserablauf im Chorraum vorhanden (Piscina oder Lavabonische).